# بئر الأعمى
بئر الأعمى قرية سوريّة تتبع إداريّاً لمحافظة حلب منطقة عين العرب ناحية صرين، بلغ تعداد سكانها 139 نسمة حسب التعداد السكاني لعام 2004.